# بروتين الريبوسوم S23
بروتين الريبوسوم S23 (بالإنجليزية: Ribosomal Protein S23)‏ (RPS23) هوَ بروتين يُشَفر بواسطة جين RPS23 في الإنسان. الريبوسومات هي العضيات التي تحفز تخليق البروتين، تتكون من وحدة فرعية صغيرة 40S ووحدة فرعية كبيرة 60S. تتكون هذه الوحدات الفرعية معًا من 4 أنواع من رنا RNA وحوالي 80 بروتينًا مميزًا من الناحية الهيكلية. ويعد أحد مكونات الوحدة الصغرى 40S للريبوسوم والذي يلعب دورًا مهمًا في الترجمة في عملية الاصطناع الحيوي للبروتين (التي تشكل جزءا من عملية التعبير الجيني).

## الأهمية السريرية
وجد أن هذا الجين ينشط في سرطان القولون وسرطانة الخلية الكبدية.

## روابط خارجية
- نظرة شاملة على جميع المعلومات الهيكلية المتاحة في بنك بيانات البروتينات (PDB) لـقاعدة البيانات يونيبروت (UniProt): B9PHL8 (بروتين الريبوسوم S23) في بنك بيانات البروتين في أوروبا (PDBe-KB).